# Hermann I. (Teck)

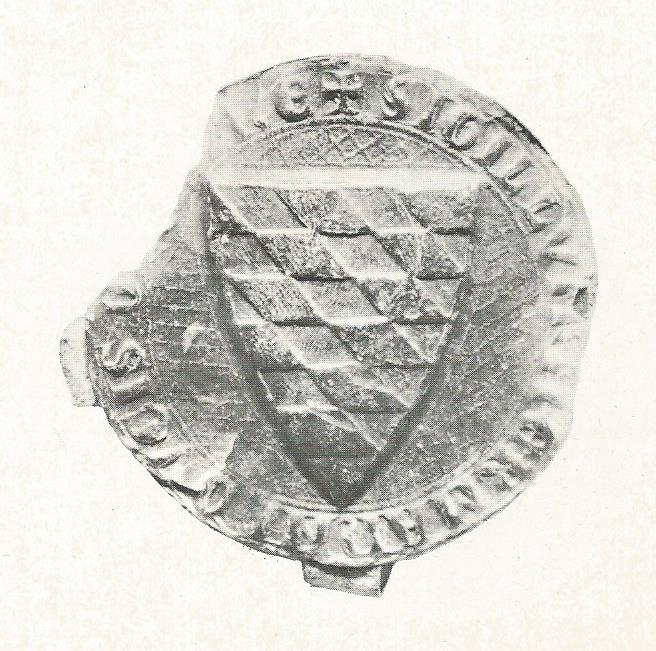
Siegel von Hermann I. von Teck
7. März 1289

Hermann I. von Teck, (urk. seit 1280; † 1313/1314), Herzog von Teck, war ein Sohn von Ludwig I. von Teck und gehörte zu der Zähringer Seitenlinie der Herzöge von Teck.

## Leben
Ludwigs Mutter ist nicht urkundlich belegt, evtl. war es Irmelgard von Baden.
Nach dem Tod seines Vaters Ludwig I. von Teck († 1283) war Hermann I. Erbe der Oberndorfer Linie der Herzöge von Teck, da sein Bruder Ludwig II. von Teck früh verstarb († 1280/82).
Die meisten Überlieferungen Herzog Hermanns handeln von Verkäufen, um seine Besitzungen am oberen Neckar zu erhalten.
Er übereignete am 13. Mai 1295 dem Kloster Kirchheim zu seinem und seiner Eltern Seelenheil Güter in Roßwälden.
Hermann I. gab seinem Oheim, Graf Eberhard von Württemberg am 14. Februar 1299 Besitzanteile in Grafenberg, Nürtingen, Ebersbach, Reichenbach und Plochingen zurück und sichert seine Besitzungen in Rommelshausen und Stetten.
Am 29. April 1299 beurkundete Hofrichter Graf Hermann von Sulz eine Abmachung bezüglich eines schiedsgerichtlichen Streits zwischen Hermann I. und seinen Vettern Simon I., Konrad III., Ludwig III. und Friedrich I. der Owener Linie der Herzöge von Teck. Sie verpfänden ihm ihre Hälfte der Burg Teck und die Burg Gutenberg und stimmen zu, ihre Besitzungen bis zum 11. November 1304 nicht zu teilen.
Am 1. Mai 1299 verkaufte er seine Besitzungen in Steinbach (heute Wernau) für 1800 Mark Silber an das Kloster Salem.
Mit seinen Söhnen Ludwig IV. und Hermann II. bekräftigte er am 10. September 1300 auf der Burg Hahnenkamm die Rechte der Stadt Oberndorf.
1301 wurden Güter in Hedelfingen für 200 Pfund Heller und 100 Mark Silber an das Kloster Kirchheim verkauft.
Am 12. Juli 1302 verkaufte er Güter in Marbach, Murr, Lauffen, Kirchberg, Rudolfsberg und Neckarweihingen an die Grafen von Württemberg für 10.000 Pfund Heller, welche wahrscheinlich als Erbgut seiner Frau Beatrix von Grüningen an Hermann kamen.
Die halbe Burg Teck, die halbe Stadt Kirchheim und die Burgen Hahnenkamm und Diepoldsburg wurden am 13. Dezember 1303 für 6000 Mark Silber an die Habsburger verkauft.
Am 13. Mai 1306 tauscht Herrmann I. mit dem Kloster Alpirsbach sein Gut in Kaltbrunn gegen ein klösterliches Gut in Schiltach.

## Ehe und Nachkommen
Hermann I. war mit Beatrix von Grüningen-Landau verheiratet. Sie hatten vier Söhne und mindestens eine Tochter:
- Ludwig IV. († 1347/52), Herzog von Teck
- Hermann II. († nach 1324), Herzog von Teck
- Lutzmann († 1332/33), Herzog von Teck
- Friedrich II. († 1342), Herzog von Teck
- Beatrix, Nonne im Kloster Rottenmünster
- Eine blind geborene, unverheiratete und im hohen Alter im Kloster Oberndorf bestattete Herzogin von Teck könnte eine weitere Tochter gewesen sein.

Am 20. Dezember 1313 vermachte Herzog Hermann I. dem Kloster Rottenmünster einen jährlichen Zins des Dorfes Betzweiler.